# Michael Dudok de Wit
Michael Dudok de Wit (en /ˈmixaːɛl ˈdydɔk də ˈʋɪt/) est un réalisateur de films d'animation néerlandais, né le 15 juillet 1953 à Abcoude.

## Biographie
Michael Dudok de Wit est né en 1953. Il travaille notamment chez Richard Purdum, à Londres, puis se lance à son propre compte. Il habite actuellement à Londres. Il réalise chez lui, coproduit par Jill Thomas, Tom Sweep (en).
Il devient célèbre dans le monde de l'animation en 1994, avec son court métrage Le Moine et le Poisson réalisé dans le cadre du programme « Artiste en résidence » du studio Folimage à Valence, en France. Le film, nommé aux Oscars, fait le tour des festivals et reste une référence.
Réalisateur de plusieurs publicités (cinq pour AT&T, une pour American Airlines primée à Annecy en 2005), il réalise un autre chef-d'œuvre du court métrage d'animation, Père et Fille (Father and Daughter), qui lui vaut le Grand Prix du Festival d'Annecy et l'Oscar du court métrage d'animation en 2000. 
Contacté par les studios Ghibli (Isao Takahata), il va mettre plusieurs années à réaliser son premier long métrage, La Tortue rouge, co-écrit avec Pascale Ferran. Le film est présenté à Cannes dans la section Un Certain regard en mai 2016 (nommé pour la Caméra d'or, il a reçu le Prix spécial du jury). Il a également fait l'ouverture du Festival d'Annecy la même année et a participé à une dizaine de festivals (London Film Festival (BFI), French Film Festival au Royaume-Uni, Festival international du Film de Rome, Festival du nouveau cinéma à Montréal) aux États-Unis, en Suisse, en Australie, au Canada, au Royaume-Uni, en Espagne, au Portugal et en France.
Il enseigne également l'animation et a écrit et illustré des livres pour enfants. En 2003, il est lauréat de la Pomme d'Or de Bratislava de la Biennale d'illustration de Bratislava (BIB) pour les illustrations de son album jeunesse Vader en Dochter, dont il est également l'auteur du texte.

## Filmographie

### Réalisateur et scénariste
- 1978 : The Interview (court métrage de fin d'étude)
- 1992 : Tom Sweep (en) (court métrage)
- 1994 : Le Moine et le Poisson (court métrage)
- 2000 : Père et Fille [5] (Father and Daughter) (court métrage)
- 2006 : The Aroma of Tea (court métrage)
- 2016 : La Tortue rouge (long métrage)

### Animateur
- 1981 : Métal hurlant
- 1992 : L'Audition de Mickey
- 1993 : Prince Cinders
- 1994 : Le Moine et le Poisson
- 1997 : TRANSIT
- 1998 : L'Enfant au grelot
- 1999 : The Canterbury Tales / The Knight's Tale
- 1999 : Fantasia 2000
- 2000 : Père et Fille
- 2003 : La Prophétie des grenouilles
- 2006 : The Aroma of Tea

### Storyboarder
- 1991 : La Belle et la Bête

### Publicités, comme réalisateur et animateur
- Actifed Germ (the Wellcome Foundation)

- Heinz Egg (sauce à salade Heinz)

- The long Sleep (whiskyMacallan)

- VW Sunrise (garages Volkswagen)

- Pink Foot (isolation de toitures Owens Corning)

- Smart Illusions (Nestlé Smarties)

- Noah (The Irish Lottery)

- AT&T

- A Life (Untited Airlines)

## Publications
- Oscar et Hoo, La tête dans les nuages (2002)
- Oscar et Hoo pour toujours (2004)
- (nl) Vader en Dochter (2001)
- (nl) Vier bevertjes in de nacht (2004)
- (nl) Vier bevertjes en een kastanje (2007)

## Prix et distinctions
- 2003 : Pomme d'Or de Bratislava[4] de la Biennale d'illustration de Bratislava (BIB) pour Vader en Dochter
- 2014 : Prix Spécial de la Fondation Gan pour le Cinéma pour le long-métrage La Tortue rouge[6]
- 2016 : Grand prix du Jury, Sélection Un Certain regard (Cannes)
- 2018 : Prix Klingsor[7] (pour l'ensemble de son œuvre) à la Biennale d'animation de Bratislava